# Victor Ramos
Victor Ramos Ferreira, ou simplesmente Victor Ramos (Salvador, 5 de maio de 1989), é um futebolista brasileiro que atua como zagueiro. Atualmente está sem clube.

## Carreira

### Vitória
Após alguns anos jogando nas categorias de base do rubro-negro baiano, estreou pelo time principal em 2008, mas só se firmou como titular com a chegada de Paulo César Carpegiani ao Leão, em 2009. No primeiro semestre da temporada e nos primeiros jogos do Brasileirão 2009, formou trio de zaga ao lado de Anderson Martins e Wallace, companheiros desde os tempos da base.
Em 30 de agosto de 2009, foi contratado pelo Standard de Liège para a disputa da Liga dos Campeões da UEFA pelo clube belga. A negociação girou em torno de um milhão e duzentos mil euros (cerca de três milhões e duzentos mil reais), e Victor Ramos assinou um contrato com duração até dezembro de 2014.

### Standard de Liège
Estreou pela Campeonato Belga em novembro de 2009. Sua estreia pela Liga dos Campeões 2009/10 ocorreu na vitória do Liège por 2 a 0 sobre o Olympiacos, em 4 de novembro de 2009, no Estádio Maurice Dufrasne. Foi titular no resto da temporada, mas passou a alternar entre o banco e os onze iniciais a partir da temporada seguinte.
No início de 2011, aparentemente insatisfeito por ter perdido um lugar na equipe titular e com saudades do seu país, atrasou no seu retorno de férias no Brasil. Especulações começaram a ser criadas sobre a possível saída do jogador. Apenas retornou no dia 17 de janeiro, e, como punição, a diretoria do clube belga colocou-o para jogar pela equipe reserva.

### Vasco da Gama
Em 20 de julho de 2011, o Standard de Liège emprestou-o ao Vasco da Gama para a disputa do Campeonato Brasileiro e da Copa Libertadores da América. No Clube da Colina, reencontrou o antigo parceiro de Vitória, Anderson Martins, mas não conseguiu emplacar, permanecendo no banco de reservas durante a maior parte de sua passagem no cruzmaltino.

### Retorno ao Vitória
No dia 31 de janeiro de 2012, foi anunciado como novo reforço do Vitória, num empréstimo que inicialmente duraria até o final da temporada. Conquistou sua vaga na equipe no decorrer do Campeonato Baiano e não a perdeu mais, mantendo-se como titular absoluto durante a Copa do Brasil e Série B, marcando os únicos gols do time nos jogos contra Vitória da Conquista (1 a 1), Guarani (1 a 0) e ABC (1 a 0, este, aos 50 minutos do segundo tempo, decretando a vitória da equipe na casa do adversário). Também marcou nas vitórias por 3 a 2 e 4 a 3, sobre Paraná e ASA, respectivamente. Com estes gols, Victor se fixou como um dos artilheiros da equipe, além de um dos principais destaques na boa campanha do Vitória nesta temporada, em que o clube se manteve invicto nos jogos realizados na sua casa, o Barradão, durante os sete primeiros meses do ano. Na Série B, obteve um aproveitamento superior a 70% no primeiro turno, alcançando a liderança do campeonato na 18.ª rodada. Tal feito animou o zagueiro, que chegou a afirmar que a boa campanha no ano faria a equipe "lutar para ser campeã" do torneio. O Vitória terminou o campeonato na 4.ª colocação, conquistando o acesso à Série A do ano seguinte.
O bom desempenho da equipe e as excelentes atuações do zagueiro despertaram o interesse do Vitória na renovação do empréstimo por mais uma temporada, já que o valor cobrado pelo clube belga na compra em definitivo do jogador era muito alto.

### Monterrey
Assinou um contrato com o Club de Fútbol Monterrey do México no dia 16 de dezembro de 2013 depois de uma boa temporada no Vitória, onde ajudou a colocar o time na quinta colocação na Série A. Entretanto após alguns jogos no clube mexicano, especulou-se a volta do beque ao Vitória em 2014. Foi até anunciado pelo clube, mas o Monterrey que detém os direitos federativos do jogador, desistiu do empréstimo e solicitou seu retorno imediato ao México.

### Palmeiras
Em janeiro de 2015, Victor foi negociado com o Palmeiras por um ano de empréstimo. No clube, ele jogou com a camisa 3, que pertencia anteriormente ao zagueiro Lúcio.
Chegou a fazer bons jogos no primeiro semestre, mas depois perdeu a condição de titular no segundo semestre. Em dezembro de 2015, sagrou-se campeão da Copa do Brasil de 2015 pela equipe na decisão contra o Santos que representou a primeira finalíssima da história disputada no Allianz Parque. Foi o primeiro jogador do Palmeiras a fazer um gol na Arena do Corinthians, pelo campeonato paulista de 2015, no dia 19 de abril de 2015.

### Retorno ao Vitória e o: "Caso Victor Ramos"
No dia 15 de fevereiro de 2016, Victor Ramos retornou ao Vitória, por empréstimo de um ano ao clube baiano onde não teve uma boa regularidade e assim saiu do clube baiano.
Contudo, o destaque de sua terceira passagem foi fora dos gramados, pois Victor Ramos fora o pivô de uma suposta escalação irregular por parte do Vitória, que ficou conhecida na mídia como o "Caso Victor Ramos". No dia 1.º de dezembro de 2016, o Internacional, que disputava a permanência na Série A do Brasileirão com o Vitória, ingressou no STJD, na qualidade de terceiro interessado, requerendo a reabertura de um processo iniciado pelo Bahia, ainda na final do Campeonato Baiano, que estava arquivado.
No processo, o Internacional pedia a perda dos pontos do Vitória, pela escalação irregular de Victor Ramos, correspondentes a todas as 26 partidas que em que o jogador havia atuado no Campeonato Brasileiro, mais três pontos por cada partida, o que deixaria o Vitória com 33 pontos negativos na tabela, e manteria o Internacional na Série A.
A alegação do Internacional e do Bahia era a seguinte: Victor Ramos esteve emprestado ao Palmeiras no ano de 2015, e foi contratado pelo Vitória no dia 14 de fevereiro por empréstimo junto ao Monterrey; ocorre que a transferência do atleta, ao invés de ter sido feita através dos trâmites de uma transferência internacional regulados pela FIFA, foi feita nos moldes de uma transferência nacional, e que se fosse observado o regulamento internacional, a inscrição do jogador teria sido feita fora do prazo. A defesa do Vitória foi de que a transferência era nacional, pois ao fim do empréstimo de Victor Ramos com o Palmeiras, o seu ITC (Certificado de Transferência Internacional) não saiu do Brasil, tanto a CBF quanto a FBF tinham a mesma visão sobre o caso.
Para comprovar a má-fé do Vitória na transferência, o Internacional anexou ao processo uma suposta troca de e-mails entre a diretoria do Vitória e Reynaldo Buzzoni (Diretor de Registros da CBF), na qual este recomendava que a transferência de Victor Ramos fosse feita de acordo com as regras de uma transferência internacional. Posteriormente, descobriu-se que os e-mails não eram originais, pois tinham sido modificados pelo próprio empresário de Victor Ramos, na época, Francisco Godoy, com o objetivo de facilitar a compreensão dos dirigentes do clube mexicano.
O STJD acabou decidindo não desarquivar o processo contra o Vitória pela escalação irregular. Inconformado, o Internacional recorreu ao TAS (Tribunal Arbitral do Esporte, na Suíça), mas também teve o seu pedido de julgamento rejeitado. Além disso, o Internacional acabou punido, posteriormente, pelo STJD, pelo uso do e-mail falso no processo, com uma multa de 720 mil reais; o seu presidente na época, Vitório Piffero, também foi punido com uma multa de 90 mil reais e afastamento do futebol por 555 dias. Já o ex-empresário de Victor Ramos, Francisco Godoy, autor da alteração do e-mail, foi denunciado pelo Ministério Público pelo crime de falsificação.

### Chapecoense
No dia 6 de março de 2017, Victor Ramos foi contratado até o final do ano pela Chapecoense, após rescisão com o Monterrey.

### Passagem frustrada pela China
Após ficar afastado na Chapecoense, Victor Ramos acertou para 2018, com o Meizhou Meixian Techand, da 2.ª divisão do futebol chinês.[carece de fontes?] Porém, após o clube não cumprir o acordo financeiro, rescindiu o contrato.

### Goiás
Após voltar da China e de especulações sobre seu retorno ao Vitória, acabou acertando com o Goiás para o restante da temporada de 2018. No final do ano, não houve acordo para renovação de contrato para 2019 e Victor deixa o clube.

### Guarani
Em 31 de dezembro de 2018 foi anunciado pelo Guarani para a temporada de 2019. Em 2 de março, após se desentender com a torcida e alegando problemas particulares, pediu rescisão do contrato.

### Retorno ao Vitória
Foi anunciado pelo Vitória em 11 de março de 2019 para sua quarta passagem, assinando contrato até o fim da temporada. Em 15 de maio do mesmo ano, após uma má fase enfrentada pelo clube e baixo rendimento, pediu para deixar o clube. 

### CRB
Foi anunciado no dia 16 de maio de 2019 como reforço do CRB. Em 3 de dezembro de 2019, após o fim do Brasileirão, Victor Ramos saiu.

### Botafogo-SP
Após ficar o ano de 2020 sem atuar, no dia 18 de fevereiro de 2021 foi anunciado Botafogo-SP para a disputa do Paulistão.

### Retorno ao CRB
No dia 22 de junho de 2021, um ano e meio após a sua saída, Victor Ramos retornou ao CRB, no mês seguinte sofreu uma lesão no joelho direito e não chegou a atuar em sua segunda passagem pelo clube.  O CRB emitiu uma nota comunicando o fim do contrato, sem entrar em detalhes sobre o motivo. Comunicou somente a decisão da rescisão acordada entre as duas partes.

### Retorno à Chapecoense
Em 8 de março de 2022, acertou seu retorno à Chapecoense, após quatro anos.

### Portuguesa
Em 1º de dezembro de 2022, foi anunciada a sua contratação pela Portuguesa para a disputa do Campeonato Paulista de 2023.Porém, teve seu contrato rescindido em 9 de fevereiro de 2023, após sete jogos.

### Terceira passagem pela Chapecoense
No dia 2 de março de 2023, a Chapecoense anunciou seu retorno.

## Seleção Brasileira
Em julho de 2009, o zagueiro foi convocado pela Seleção Brasileira Sub-20 para a disputa do Mundial no Egito. Porém, a pedido do Standard de Liège, clube que o contrataria antes do campeonato ter início, acabou sendo liberado.

## Vida pessoal
Victor é filho de Emanuel Rodrigues Ferreira, prefeito de Rodelas, município com cerca de oito mil habitantes localizado no nordeste da Bahia, e de Andréa Ramos. Sua família é proveniente desta cidade, mas mudou-se para Salvador, onde Victor nasceu no ano de 1989.
Manteve por muito tempo um relacionamento com a modelo e ex-panicat Nicole Bahls, mas o namoro dos dois acabou no final de 2012.

## Controvérsias
O Caso Victor Ramos é o nome dado ao imbróglio jurídico envolvendo o Flamengo de Guanambi, o Esporte Clube Bahia, o Sport Club Internacional, o Esporte Clube Vitória, a CBF e vários outros atores, acerca da suposta escalação irregular do jogador, enquanto esteve defendendo o Vitória no ano de 2016. O caso gerou grande polêmica no Campeonato Baiano e, principalmente, no Campeonato Brasileiro da Série A, além de grande repercussão na mídia esportiva.

### Contratação pelo Vitória
Victor Ramos esteve emprestado ao Palmeiras no ano de 2015, enquanto seus direitos pertenciam ao Monterrey, do México. Ocorre que, mesmo com o término do empréstimo, o zagueiro continuou registrado no TMS (sistema de transferências da FIFA) como jogador com contrato ativo com o Palmeiras. Isso se deu porque, ao fim do contrato de empréstimo de Victor Ramos, o Monterrey não requereu o ITC (Certificado de Transferência Internacional) do jogador de volta para o México, ou seja, o registro do jogador permaneceu no Brasil.
Aproveitando-se dessa situação, o Vitória contratou Victor Ramos no dia 14 de fevereiro de 2016, também por empréstimo. Porém, ao invés de formalizar a transferência do atleta de acordo com as orientações para uma transferência internacional, recomendadas pela FIFA, o Vitória efetuou a transferência do zagueiro como sendo nacional.
Com o cadastro da transferência feito como nacional, o jogador pôde atuar no Campeonato Baiano daquele ano, já que fora inscrito no BID (sistema da CBF que publica os jogadores inscritos nos clubes brasileiros) no dia 18 de março, enquanto se a transferência seguisse os moldes internacionais, o prazo para inscrições teria vencido no dia 16 de março.

### O processo movido pelo Flamengo de Guanambi
No dia 26 de março, Victor Ramos jogou pelo Vitória contra o Flamengo de Guanambi, pelas quartas-de-final do Campeonato Baiano. o Vitória venceu o jogo por 3x0 e eliminou a equipe de Guanambi que, sabendo da polêmica em torno da inscrição de Victor Ramos, entrou com um processo no TJD-BA, pedindo a eliminação do Vitória. O Bahia participou do processo como terceiro interessado.
A defesa do Vitória alegou que a transferência de Victor Ramos fora nacional, já que o Monterrey não havia solicitado o retorno do ITC do jogador quando terminou o seu empréstimo com o Palmeiras, portanto o seu registro ainda estava no Brasil e isso caracterizaria a transferência como nacional. Ouvida no processo, a CBF, por meio de seu Diretor de Registros, Reynaldo Buzzoni, posicionou-se de acordo com os argumentos do Vitória, defendendo o caráter nacional da transferência.
Diante disso, o processo movido pelo Flamengo de Guanambi fora arquivado pelo TJD-BA. O Bahia ainda recorreu ao STJD que, por meio do auditor Ronaldo Botelho, manteve o arquivamento, ressaltando que a transferência fora nacional: “o atleta Victor Ramos Ferreira não retornou para seu clube de origem, o Rayados de Monterrey, do México, e mesmo considerando que o atleta estava registrado no clube mexicano, este não completou a instrução de retorno de empréstimo no TMS, tendo como resultado que o ITC não foi pedido e entregue para a Federação Mexicana de Futebol, portanto forçoso concluir que a transferência foi nacional.”

### O processo movido pelo Internacional
Nas últimas rodadas do Campeonato Brasileiro de 2016, Internacional e Vitória disputavam ponto a ponto a permanência na Série A; em razão disso, o Internacional, com o objetivo de tirar pontos do Vitória, no dia 1 de dezembro de 2016, ingressou no processo movido pelo Flamengo de Guanambi como terceiro interessado, requerendo o seu desarquivamento.
Para sustentar o seu pedido, o Internacional anexou uma suposta troca de e-mails entre a diretoria do Vitória e o Diretor de Registros da CBF, Reynaldo Buzzoni, na qual o Diretor da CBF orienta o Vitória a realizar a transferência internacional do atleta. O próprio Reynaldo afirmou, em entrevista, que o modo ideal para a transferência seria o internacional, embora o meio usado pelo Vitória não seja irregular. Os advogados do Internacional, ao anexar esta troca de e-mails no processo, estariam tentando demonstrar a má-fé do Vitória ao registrar a transferência como nacional. Outro documento trazido pelo Internacional demonstrava que o Vitória chegou a iniciar o procedimento da transferência internacional de Victor Ramos, mas desistiu e acabou registrando a transferência como nacional.
Em que pese a documentação trazida pelo Internacional, o Procurador-Geral do STJD, Felipe Bevilacqua, entendeu que não havia elementos suficientes para comprovar a violação às regras e, por isso, manteve o arquivamento do inquérito.
Inconformado, o Internacional recorreu ao TAS (Tribunal Arbitral do Esporte, na Suíça) da decisão do STJD. No dia 4 de abril de 2017, foi realizada a audiência, o Vitória e a CBF alegaram a incompetência do TAS para julgar a matéria, já que a sua competência é apenas recursal, e a decisão que embasou o recurso não foi um julgamento, mas sim uma decisão de arquivamento de inquérito do Procurador do STJD, e o caso sequer foi julgado no Brasil. No dia 6 de abril, o TAS entendeu pela sua incompetência e o Caso Victor Ramos foi encerrado.

### O caso dos e-mails falsificados
O caso dos e-mails falsificados foi um desdobramento do Caso Victor Ramos que envolveu o Internacional, a CBF e o ex-empresário de Victor Ramos, Francisco Godoy. Quando o Internacional anexou os e-mails que mostravam a troca de mensagens entre o Vitória e Reynaldo Buzzoni no processo que movia contra o Vitória, a CBF alegou que os e-mails foram adulterados.
Posteriormente, a investigação do STJD demonstrou que o conteúdo dos e-mails foi modificado pelo ex-empresário de Victor Ramos, Francisco Godoy, com o objetivo de facilitar a compreensão dos dirigentes mexicanos. Ocorre que a modificação suprimiu algumas partes importantes do e-mail, que tornavam o seu conteúdo diferente do original, e foi esse e-mail falso que foi anexado no processo pelo Internacional. A pena para a equipe poderia ir desde multa até exclusão do Campeonato Brasileiro da Série B.
O Internacional foi julgado e condenado pelo STJD pelo uso do e-mail falso no processo, foi aplicada a pena de multa no valor de 720 mil reais, a maior da história do tribunal, o ex-presidente do Internacional, Vitório Piffero, também foi condenado a pagar multa no valor de 90 mil reais e de afastamento do futebol por 555 dias.
Pela adulteração do e-mail, o empresário Francisco Godoy foi denunciado pelo Ministério Público do Rio de Janeiro pelo crime de falsificação, cuja pena é de reclusão de um a cinco anos e multa.

### Operação Penalidade Máxima
Em 2023, virou réu na Operação Penalidade Máxima do MPGO, suspeito de participar de um esquema de manipulação de resultados.

## Títulos
Vitória
- Campeonato Baiano: 2009, 2013, 2016

Standard de Liège
- Supercopa da Bélgica: 2009
- Copa da Bélgica: 2010–2011

Palmeiras
- Copa do Brasil: 2015

Chapecoense
- Campeonato Catarinense: 2017